# Guillaume Leroux
Pour les articles homonymes, voir Lunatic Asylum (homonymie), Leroux, Macabre (homonymie), Renegade et Légion.
Guillaume Leroux, né en 1968 à Paris, est un producteur et DJ français, connu dans le domaine de la musique électronique. Il fait partie des artistes français les plus connus des scènes trance (sous les pseudonymes Lunatic Asylum et Renegade Legion) et techno hardcore (sous le pseudonyme Dr. Macabre).

## Biographie
Ses premières cassettes achetées sont les BOs de Star Wars, Les Aventuriers de l'arche perdue et de Superman. Il est aussi fan de Jean-Michel Jarre. Il devient passionné de musique à l'âge de 16 ans alors qu'il imitait à l'aide d'une guitare et d'une batterie ses groupes de punk et rock alternatif préférés incluant GBH, The Exploited, Bérurier Noir et Ludwig von 88. À la fin des années 1980, il explore les domaines techno et acid house, plus exactement en 1989 après une soirée H30 à la discothèque La Loco où se produisait entre autres Laurent Garnier. Il se rend par la suite à la Fnac des Halles pour s'entraîner à la musique électronique sur les synthés DX7 du magasin.
Leroux débute dans la production musicale avec un ordinateur Amiga (avec Protracker) au début des années 1990. Parallèlement, il travaille dans la publicité en tant que graphiste. Lié d'amitié avec le DJ du Boy Pascal Pichart, il lui transmet ses premiers mix que le DJ joue le weekend en boîte de nuit. Son premier disque Technosax sort en 1992 sous le nom d'artiste Lunatic Asylum,.
Sous le nom de scène de Lunatic Asylum, il fait rapidement circuler ses premières compositions, parmi lesquelles The Meldtown (un remix d’une des musiques illustrant le dessin animé Ulysse 31: Contes & Légendes). Le morceau est joué une première fois devant un grand public à la Love Parade de 1993 par le DJ Sven Väth. The Meldown est considéré comme un « hymne pour les ravers ». Le DJ Laurent Garnier la diffusera  comme chanson de clôture de la première Techno Parade place de la Nation en 1998. Par la suite, Leroux entre en contact avec le label discographique PCP tenu par Marc Acardipane, label avec lequel il signe en 1995. La première sortie au sein de la French Connection est un hit, et sera suivie par de nombreuses autres productions. L’album Ghost Stories Chapter 1, et notamment le titre Poltergeist.
En 1995, il fonde un projet nommé Manga Corps en collaboration avec Manu le Malin (qu'il rencontre lors d'un set à Toulouse), projet qui aboutit à trois EP chez Industrial Strength Records. Il collabore également avec d'autres artistes de la scène hardcore comme Marc Acardipane et Radium. Après un bref passage au sein du label Megarave aux Pays-Bas, couronné par le succès du titre Danse Macabre, il signe avec le label Epileptik, dans lequel il compose deux albums électro (The Hitman et The Hitman II), un LP hardcore live et de nombreux EP.

## Discographie sélective

### Renegade Legion
- 1993 : Friends or Foes ?
- 1996 : Dark Forces

### Lunatic Asylum
- 1994 : The Meltdown (également sous le pseudonyme de Renegade Legion ; apparu dans les charts allemands[4],[5])
- 2003 : The Hitman
- 2004 : The Hitman II — « The Way Of The Sword »

### Dr. Macabre
- 1999 : Paranoid Archives
- 2003 : Mémoires D'Outre-Tombe